# Nicolas Roy
Nicolas Roy (* 5. Februar 1997 in Amos, Québec) ist ein kanadischer Eishockeyspieler, der seit Juni 2025 bei den Toronto Maple Leafs in der National Hockey League (NHL) unter Vertrag steht. Zuvor war der Center sechs Jahre für die Vegas Golden Knights aktiv und gewann mit dem Team in den Playoffs 2023 den Stanley Cup. Ferner lief er bereits für die Carolina Hurricanes auf.

## Karriere

### Jugend
Nicolas Roy wurde in Amos geboren und spielte dort in seiner Jugend unter anderem für die „Forestiers D’Amos“. Im Entry Draft der Ligue de hockey junior majeur du Québec (LHJMQ) des Jahres 2013 wurde er an erster Position von den Cape Breton Screaming Eagles ausgewählt, jedoch bereits wenig später an die in seiner Heimat Québec beheimateten Saguenéens de Chicoutimi abgegeben. Im Trikot der Saguenéens lief er fortan in der LHJMQ auf und vertrat sein Team im Jahre 2015 beim CHL Top Prospects Game. Anschließend berücksichtigten ihn die Carolina Hurricanes im NHL Entry Draft 2015 an 96. Position. In der Folgesaison 2015/16 gelang dem Angreifer der Durchbruch in Chicoutimi, so steigerte er seine persönliche Leistung deutlich auf 90 Scorerpunkte aus 63 Partien. Darüber hinaus führte er die gesamte Liga mit 48 Toren an und wurde daher ins LHJMQ First All-Star Team gewählt. In der Folge unterzeichnete er im April 2016 einen Einstiegsvertrag bei den Hurricanes und gab sein Profidebüt für deren Farmteam, die Charlotte Checkers, in der American Hockey League (AHL). Anschließend kehrte der Kanadier für eine weitere Spielzeit in die LHJMQ zurück, in der er seine Leistung bestätigte, erneut im First All-Star Team Berücksichtigung fand und darüber hinaus mit der Trophée Guy Carbonneau als bester defensiver Stürmer geehrt wurde.

### NHL

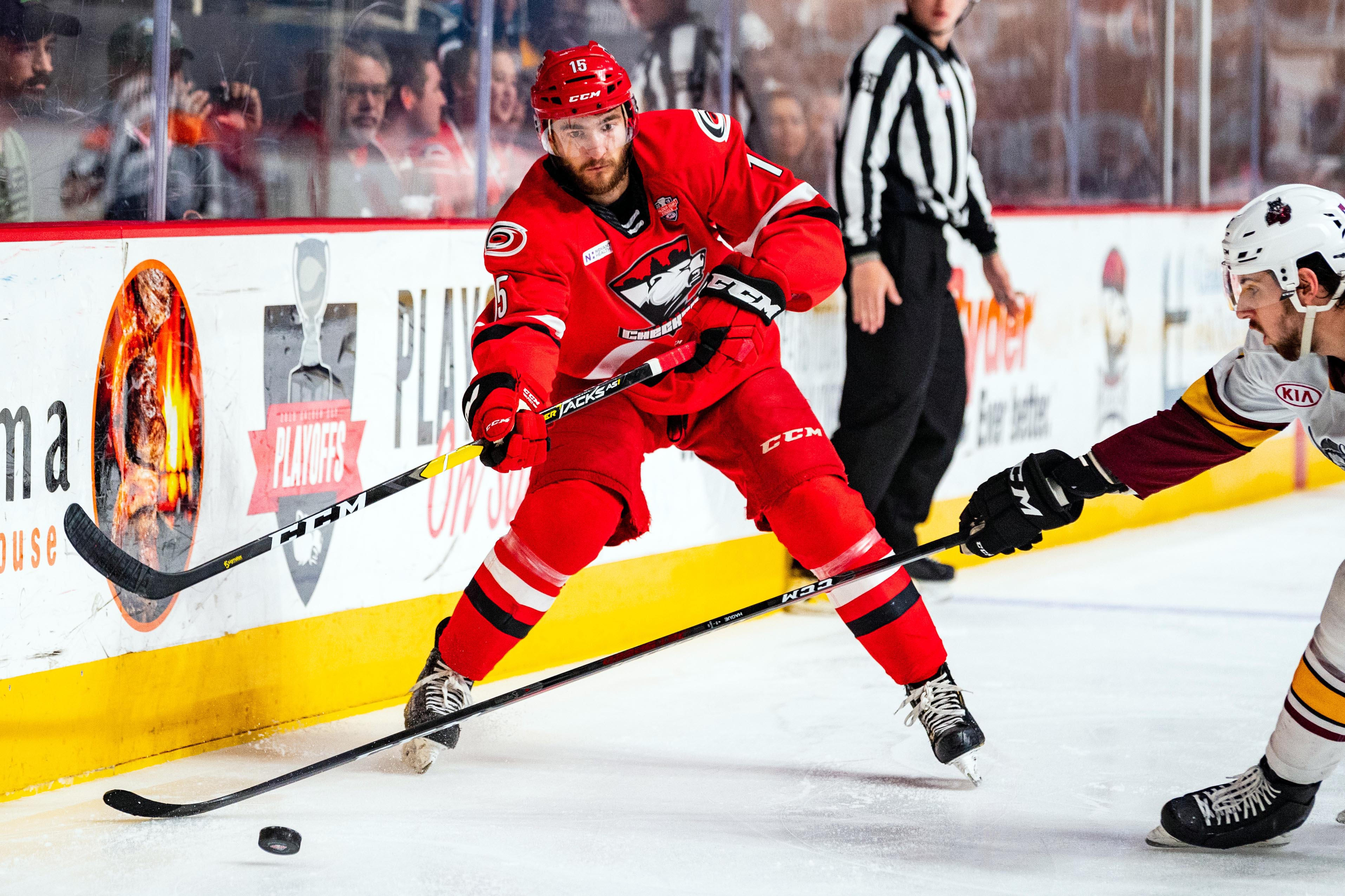
Roy im Trikot der Charlotte Checkers (2019)

Mit Beginn der Saison 2017/18 lief Roy für die Charlotte Checkers in der AHL auf und verzeichnete dort als Rookie 38 Punkte in 70 Spielen. Parallel dazu gab er im April 2018 sein Debüt für die Carolina Hurricanes in der National Hockey League (NHL), dem im nächsten Jahr sechs weitere Einsätze folgen sollten. Mit den Checkers wiederum errang er in den AHL-Playoffs 2019 den Calder Cup und hatte daran mit 15 Punkten in 19 Spielen maßgeblichen Anteil. Nach etwas mehr als drei Jahren in der Organisation der Hurricanes wurde der Center jedoch im Juni 2019 samt einem konditionalen Fünftrunden-Wahlrecht im NHL Entry Draft 2021 an die Vegas Golden Knights abgegeben. Carolina erhielt im Gegenzug Erik Haula, wobei die Bedingung für das Wahlrecht, dass der Finne die Hurricanes nicht über die Free Agency verlässt, im weiteren Verlauf erfüllt wurde.
Bei den Golden Knights stand der Kanadier in der Spielzeit 2019/20 bereits im regelmäßigen Wechsel sowohl in NHL als auch bei den Chicago Wolves in der AHL auf dem Eis, bevor er sich zur Saison 2020/21 im NHL-Aufgebot etablierte. Im August 2022 unterzeichnete er einen neuen Fünfjahresvertrag in Las Vegas, der ihm ein durchschnittliches Jahresgehalt von drei Millionen US-Dollar einbringen soll. Mit der Mannschaft gewann er anschließend in den Playoffs 2023 den ersten Stanley Cup der Team-Historie.
Nach sechs Jahren in Las Vegas wurde Roy im Juni 2025 im Tausch für Mitchell Marner zu den Toronto Maple Leafs transferiert.

### International
Erste internationale Erfahrungen sammelte Roy im Rahmen der World U-17 Hockey Challenge 2014 im Januar, bei der er mit dem Team Canada Québec den vierten Platz belegte. Auf U18-Niveau folgte eine Goldmedaille beim Ivan Hlinka Memorial Tournament 2014 sowie eine Bronzemedaille bei der U18-Weltmeisterschaft 2015. Mit der kanadischen U20-Nationalmannschaft nahm der Angreifer anschließend an der U20-Weltmeisterschaft 2017 teil, bei der man im Endspiel an den Vereinigten Staaten scheiterte und somit die Silbermedaille errang.
Sein internationales Debüt für die kanadische Nationalmannschaft feierte Roy im Rahmen der Weltmeisterschaft 2022 in Finnland, bei der er mit dem Team den zweiten Platz erreichte und damit die Silbermedaille gewann.

## Erfolge und Auszeichnungen
| - 2015 Teilnahme am CHL Top Prospects Game - 2016 LHJMQ First All-Star Team - 2016 Bester Torschütze (48) der LHJMQ - 2017 Trophée Guy Carbonneau | - 2017 LHJMQ First All-Star Team - 2019 Calder-Cup-Gewinn mit den Charlotte Checkers - 2023 Stanley-Cup-Gewinn mit den Vegas Golden Knights |

### International
- 2014 Goldmedaille beim Ivan Hlinka Memorial Tournament
- 2015 Bronzemedaille bei der U18-Weltmeisterschaft
- 2017 Silbermedaille bei der U20-Weltmeisterschaft
- 2022 Silbermedaille bei der Weltmeisterschaft

## Karrierestatistik
Stand: Ende der Saison 2024/25

### International
Vertrat Kanada bei:
| - World U-17 Hockey Challenge 2014 im Januar - Ivan Hlinka Memorial Tournament 2014 - U18-Weltmeisterschaft 2015 | - U20-Weltmeisterschaft 2017 - Weltmeisterschaft 2022 |

(Legende zur Spielerstatistik: Sp oder GP = absolvierte Spiele; T oder G = erzielte Tore; V oder A = erzielte Assists; Pkt oder Pts = erzielte Scorerpunkte; SM oder PIM = erhaltene Strafminuten; +/− = Plus/Minus-Bilanz; PP = erzielte Überzahltore; SH = erzielte Unterzahltore; GW = erzielte Siegtore; 1 Play-downs/Relegation; Kursiv: Statistik nicht vollständig)